# Gold Typhoon
Gold Typhoon Group é uma companhia de entretenimento independente da China. Foi fundada em 2003 em Hong Kong, com o apoio da EMI, e adquiriu a EMI Music Taiwan / EMI Music China (Typhoon Records) em 2008, tornando-se por fim a Gold Typhoon. Em 1 de janeiro de 2011, tornou-se uma subsidiária integral da Pacific Global Management Asia (PGMA), sob a liderança de Louis Pong.
Foi adquirida pela Warner Music Group em abril de 2014.